# Wedig von Bonin
Wedig von Bonin (* 19. Juli 1612 auf Wogenthin; † 1659) kurbrandenburger Oberkriegskommissar des Herzogtums Pommern und der Lande Lauenburg und Bütow, Gouverneur von Stargard an der Ihna, wirklicher Kriegsrat, Kammerherr und Oberst eines Regiments zu Fuß. Zudem war er Erbherr von Jatzthum im Landkreis Köslin, halb Klannin und Teilen von Dubbertech.

## Leben

### Herkunft
Er war der älteste Sohn des Stiftsvoight Anton von Bonin († 25. Mai 1633) und dessen Ehefrau Elisabeth von Wedel aus dem Hause Freyenwalde.

### Werdegang
Er wurde 1637 im Dreißigjährigen Krieg herzoglich pommerischer Landrat im Fürstentum Cammin. Nach dem Frieden von Münster 1648 fiel dieser Teil Pommerns an das Kurfürstentum Brandenburg. So wurde er kurbrandenburger Oberkriegskommissar des Herzogtums Pommern und der Lande Lauenburg-Bütow, Gouverneur von Stargard an der Ihna, wirklicher Kriegsrat, Kammerherr und Oberst eines Regiments zu Fuß.
1654 wurde er mit Christian Ernst von Podewils zum Direktor des Begräbnisses des letzten Pommernherzogs Bogislaus XIV. bestimmt. In diesem Jahr erhielt er am 24. Juni 1654 vom Kurfürsten Friedrich Wilhelm den Lehnsbrief über Gummenz und als am 11. Juli 1654 der Landrat Joachim Henning von Schmeling seinen Abschied nimmt, wird er zum Inspekteur des Klosters in Kolberg ernannt. Das war auch die Zeit, als er ein Regiment zu Fuß anwarb, das in Stargard in Garnison lag. Er starb wenig später 1659. 
Er wurde 1660 im neuerrichteten Familienbegräbnis auf Wogenthin beigesetzt. Der Kurfürst schickte den Kommandanten von Kolberg Bogislaw von Schwerin als seinen Vertreter.

### Familie
Er war zweimal verheiratet. Am 6. Januar 1642 heiratete er Agnes von Ramel, eine Tochter von Karsten von Ramel aus dem Hause Klaptow. Sie starb aber bald, das Paar hatte keine Kinder.
Am 6. Juni 1647 heiratete er Barbara von Wolden (1623–1707), eine Tochter des Hofmarschalls Marcus von Wolden auf Bärwalde und der Hedwig Magdalena, geborene von Wietersheim. Das Paar hatte zehn Kinder, von denen sieben bekannt sind:
- Marcus Anton († Jung)
- Georg Ulrich († 1673), Gefallen als Fähnrich am Rhein
- Ernst Ludwig († 1675)
- Anton Adolph († Straßburg), im Duell getötet
- Ewald Bogislaus (1654–1719) ⚭ 1677 Ursula Elisabeth von Glasenapp († 10. August 1729)
- Louise ⚭ Peter Joachim von Ramel auf Lübschow
- Hedwig Magdalena (* 13. März 1660; † 20. März 1679)